# 中村幸也
中村 幸也（なかむら ゆきや、1980年〈昭和55年〉3月22日 - ）は、日本の政治活動家、著述家。長男はYouTuberのゆたぼん。

## 来歴
大阪府茨木市で誕生。茨木市立東中学校を卒業後、高校には進学せず就職。職を転々とした後、暴走族に入る。暴走族では副総長を務め、活動の一環として恐喝や窃盗、暴走、喧嘩などの違法行為を行っていたという。また、シンナーや麻薬、覚醒剤、MDMAなどの売人などに関わりを持っていた。
その後、暴走族から脱退し、高等学校卒業程度認定試験に合格した。
2010年から心理学を学習し、カウンセラーとして活動している。カウンセラーを自称するも、中村が臨床心理士という事実は存在せず、民間企業の講座を受講したものである。主にLINEなどを用いて活動するとしている。
2015年、中村の著書『あきらめる勇気』が第7回日本タイトルだけ大賞にノミネートされる。
2018年、長女を除く家族で大阪府から沖縄県へ移住した。
2019年頃から、父と同様にインターネット上で活動を始めた長男のゆたぼんがYouTuberとして広く報道されると、不登校を正当化する主張に誹謗中傷や批判が殺到した。
2021年5月、第49回衆議院議員総選挙において、NHK党公認で沖縄第2区から立候補することを自身のブログで発表。選挙期間中、インターネットで選挙活動を行い、自身の政見放送と選挙ポスターには長男のゆたぼんを出演させた。そして、10月31日に行われた投開票の結果、総立候補者4人中最下位で落選した。

## 人物
- 「自由に生きるべき」「不登校児の学校以外での教育を国が受け入れるべき」などと主張している[14][17]。

## 西村博之との対立
2021年4月、中学進学の歳であるゆたぼんだったが、4月7日に公開した動画では、中学校には通わないことに加え、制服指導に対する疑問や制服購入費用は他のものに充てるのが良いとの考えから、制服は購入していないと公表した。この事について多方面から非難が寄せられる中、2ちゃんねる創立者の西村博之（ひろゆき）は自身のTwitterにて「教育の機会を捨てるのを是とする考えを広めるのは社会的に良くないしアホの再生産になります」と意見を述べる。これに対し中村は「我が家はホームスクーリング」と家で勉強を教えていると反論。ひろゆきは「なんの資格も無い中卒の人が教えてるわけではないですよね?」と中村の学歴を引き合いに出して再反論するも、互いの主張は平行線のまま終結する。

## メディア出演
- ABEMA TIMES （2019年7月8日、2021年4月23日）

## 著書
- 『あきらめる勇気 人生はあきらめが9割残りの1割で幸福になる方法』（2015年12月4日、ハート出版、ISBN 978-4802400114）